# Bray (Irlanda)

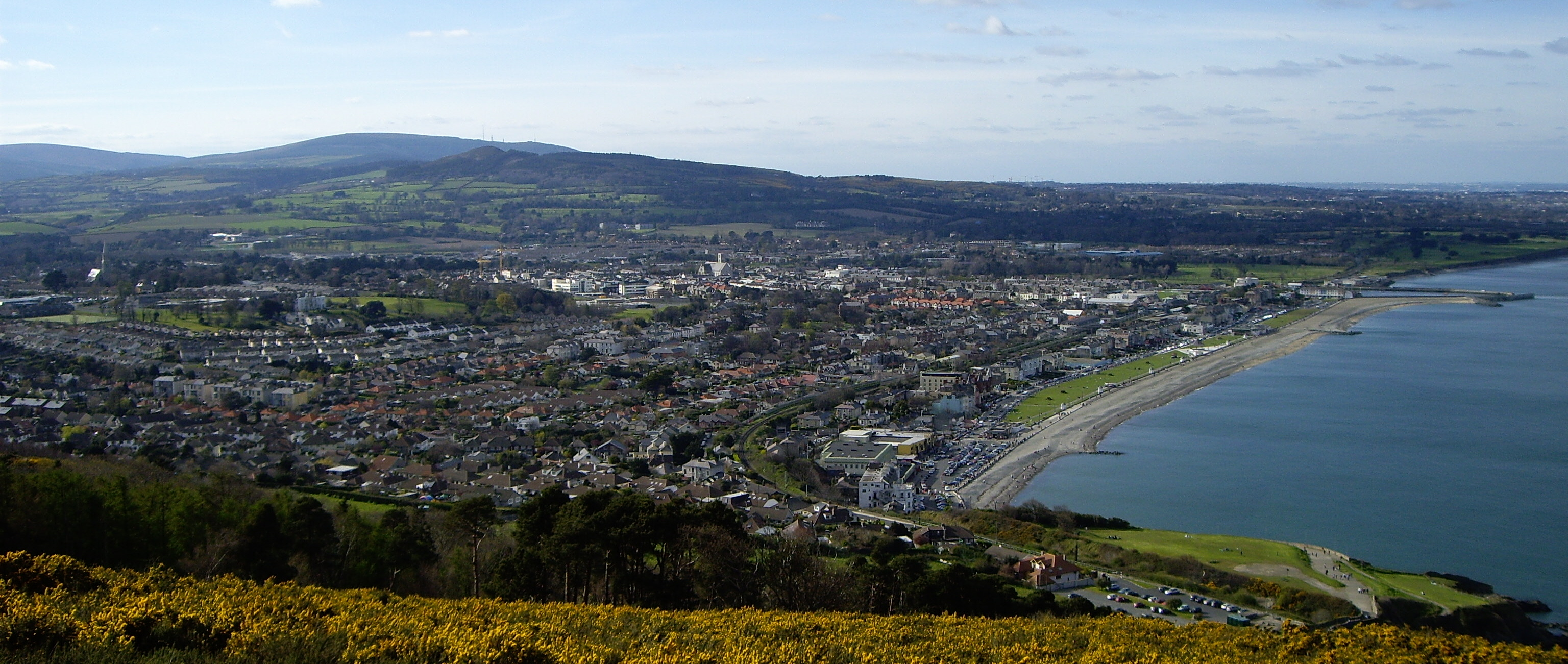
Bray

Bray (en irlandès: Bré, i anteriorment Brí Chulainn) és una ciutat al nord del comtat de Wicklow, a Irlanda. D'acord amb el cens del 2006 té 31.901 habitants que la converteixen en la novena ciutat més gran de la república.

## Geografia
Bray està situada a la costa est d'Irlanda, a uns 20 km al sud de Dublín. Està banyada pel Mar d'Irlanda a l'est, Shankill és al nord i Greystones, al sud. La pintoresca vila d'Enniskerry queda a l'oest de Bray, a la falda de les Muntanyes Wicklow on neix el riu Dargle que desemboca al port de Bray.

## Agermanaments
- Begla, França
- Würzburg, Alemanya
- Dublin, Estats Units

## Galeria d'imatges

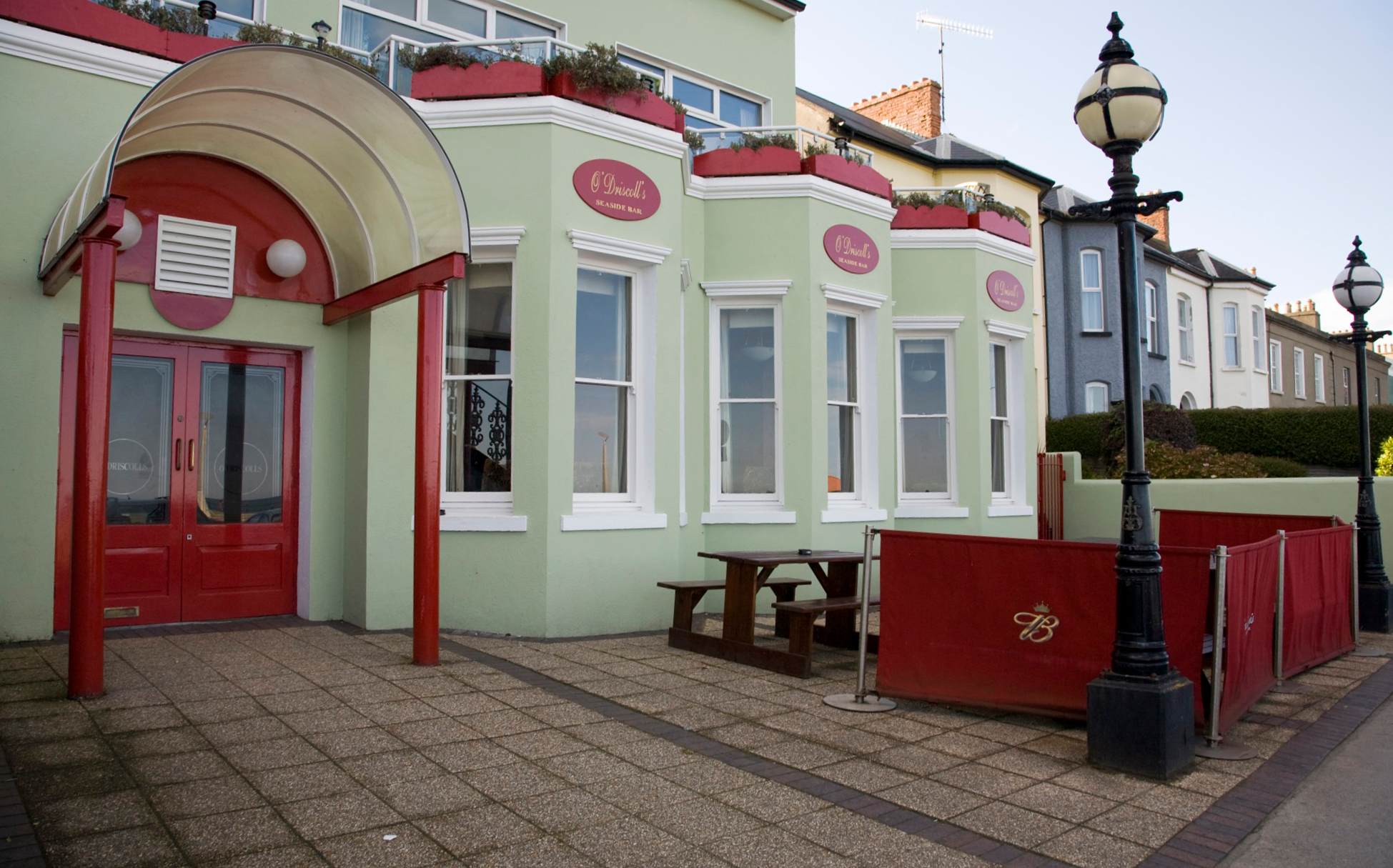
Bray
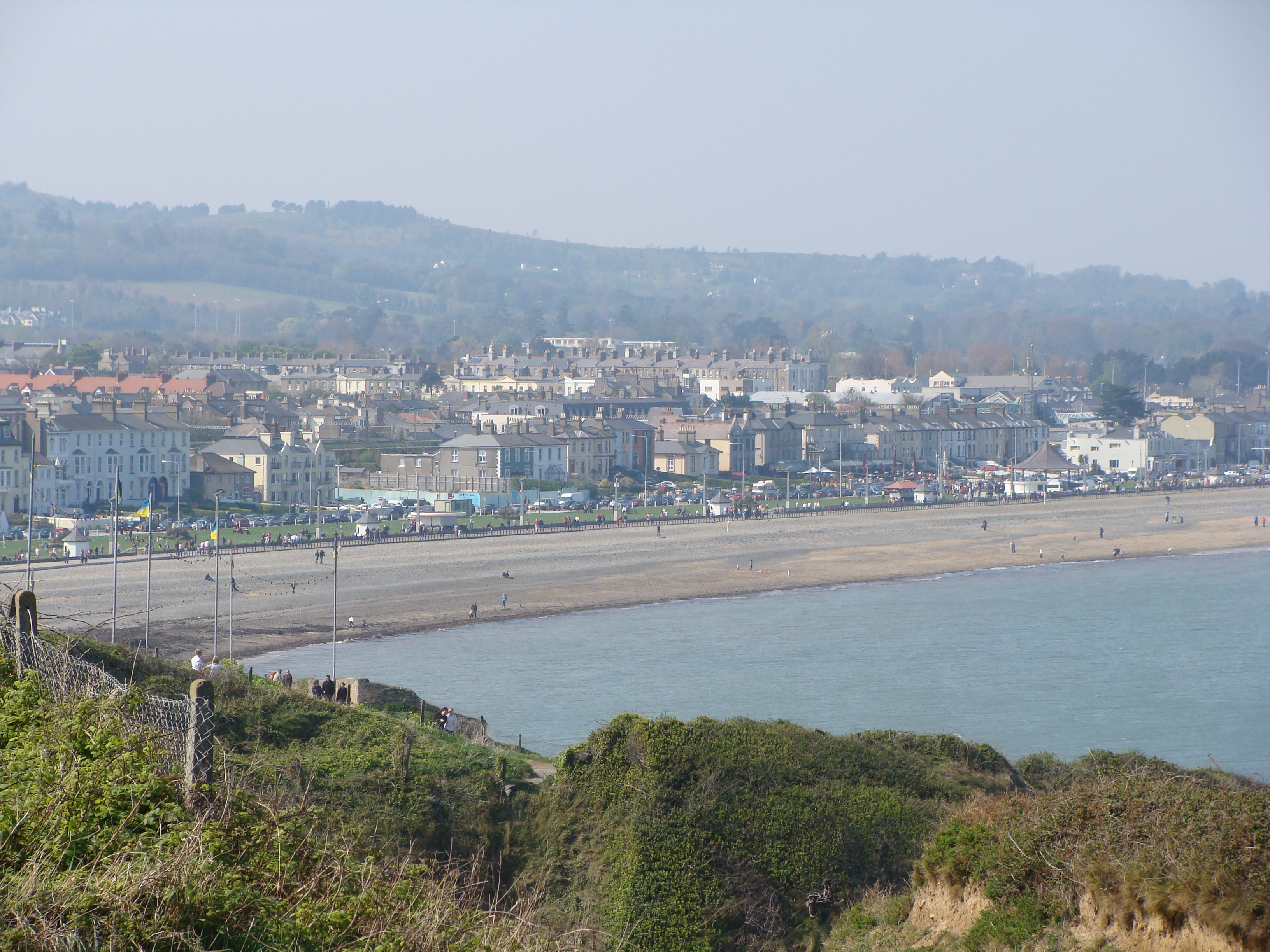
Port de Bray
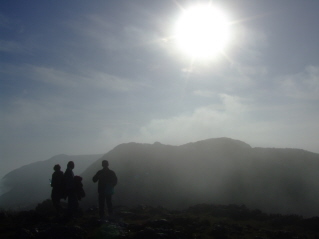
Alba a Bray
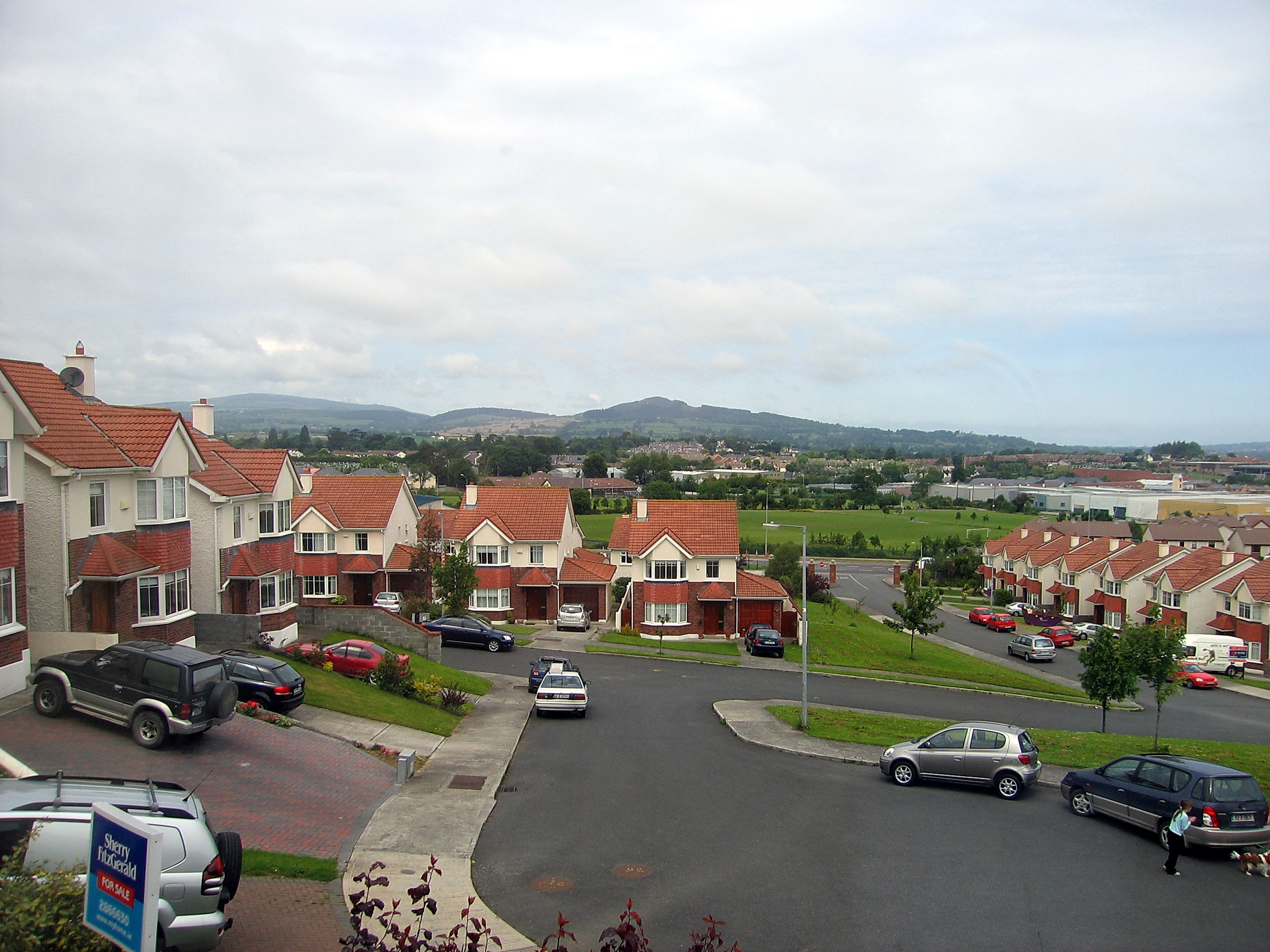
Cases de Bray
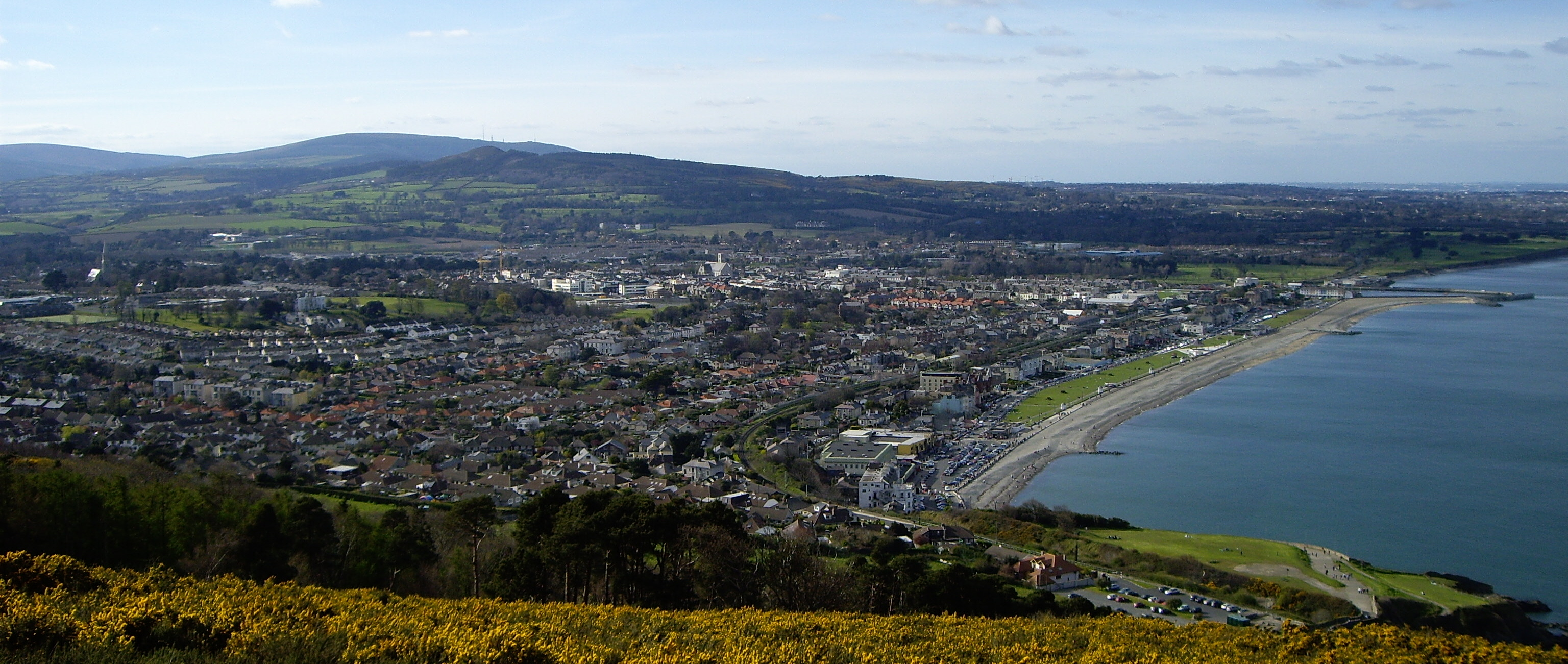
Bray desde Bray Head
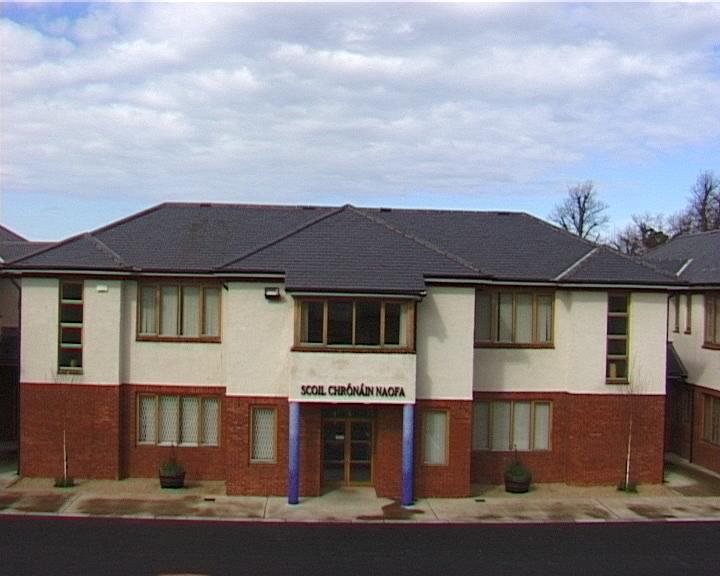
Escola de Saint Cronan's Boys'